# Епархия Ольгина
Епархия Ольгина (лат. Dioecesis Holguinensis) — епархия Римско-Католической церкви с центром в городе Ольгин, Куба. Епархия Ольгина входит в митрополию Сантьяго-де-Кубы. Кафедральным собором епархии Ольгина является церковь святого Исидора.

## История
8 января 1979 года Римский папа Иоанн Павел II издал буллу «Omnium Ecclesiarum sollicitudo», которой учредил епархию Ольгина, выделив её из архиепархии Сантьяго-де-Кубы.

## Ординарии епархии
- епископ Héctor Luis Lucas Peña Gómez (8.01.1979 — 14.11.2005);
- епископ Emilio Aranguren Echeverria (14.11.2005 — по настоящее время).

## Источник
- Annuario Pontificio, Libreria Editrice Vaticana, Città del Vaticano, 2003, ISBN 88-209-7422-3
- Булла Omnium Ecclesiarum sollicitudo  (лат.)